# Carcinoma neuroendocrino della cervice
Il carcinoma neuroendocrino della cervice è un tumore maligno invasivo che coinvolge il sistema nervoso e la sua interazione con gli ormoni delle ghiandole endocrine.

## Tipi
Esistono due tipi di carcinomi neuroendocrini della cervice: a piccole cellule e a grandi cellule.

### Carcinoma a piccole cellule (SCC)
Il carcinoma a piccole cellule (SCC) della cervice è spesso mescolato con una componente non SCC sotto forma di adenocarcinoma (ADC) o carcinoma squamoso. SCC è un tumore aggressivo che si diffonde molto rapidamente all'inizio; questo porta ad un decorso clinico fatale e minime possibilità di sopravvivenza per i pazienti. Assomiglia al cancro a piccole cellule dei polmoni e rappresenta meno del 3% di tutti i tumori cervicali. Come il cancro a piccole cellule nei polmoni, i linfonodi svolgono un ruolo importante nella diffusione del cancro in tutto il corpo.
Inizia nella parte interna della cervice ed è molto difficile da diagnosticare. A causa del coinvolgimento dei linfonodi, nelle sue fasi terminali, può diffondersi oltre la regione pelvica ad altri organi. La prevalenza del coinvolgimento dei linfonodi e quella metastasi sistemica è molto più alta nei tumori SCC rispetto a quelli non SCC, quindi sono necessari trattamenti più complessi e aggressivi.
Secondo un rapporto (Yang, et al. 2003), la chemioterapia multi-agente e la radioterapia pelvica prima dell'intervento chirurgico (isterectomia radicale) seguite dalla chemioterapia post-operatoria producono risultati migliori per i pazienti. Sfortunatamente, i soli Pap test non sono adeguati per la diagnosi. I pazienti possono tuttabia ricevere una diagnosi errata di non SCC sulla base dei risultati del solo Pap test. Gli studi di imaging sono necessari per una corretta diagnosi; la risonanza magnetica è al momento lo standard per la valutazione del cancro cervicale uterino.

### Carcinoma a grandi cellule (LCC)
Il carcinoma a grandi cellule (LCC), come il carcinoma a piccole cellule (SCC) è molto raro e rappresenta solo il 5% circa di tutti i tumori cervicali. Allo stadio iniziale è estremamente aggressivo e difficile da diagnosticare a causa della posizione sub-mucosa del tumore con la mucosa sovrastante intatta. I primi stadi di LCC e SCC sono asintomatici. Gli stadi successivi si presentano con sanguinamento irregolare, spotting vaginale, secrezione e dolore pelvico.
La base per il trattamento deriva dalla terapia utilizzata per il SCC.

## Cause
È stato osservato che il virus del papilloma umano (tipo HPV18) è il tipo più diffuso nel cancro cervicale a piccole cellule. Come altri tipi di cancro cervicale, sembra essere associato a infezione da HPV ad alto rischio (es. 16, 18, 31).

## Diagnosi

### Classificazione
Il carcinoma neuroendocrino colpisce molte parti diverse del corpo.
Nella cervice, è una forma rara ma molto aggressiva di cancro cervicale. Nelle sue fasi iniziali, il carcinoma neuroendocrino è asintomatico. Negli stadi più avanzati, i sintomi del carcinoma neuroendocrino della cervice sono: sanguinamento vaginale anormale, aumento delle perdite vaginali e dolore pelvico, minzione dolorosa, dolore durante il sesso, stanchezza, gonfiore delle gambe e mal di schiena. Se non trattata, possono verificarsi metastasi fino alla morte.

## Prognosi
I tumori cervicali possono ripresentarsi con sintomi di sanguinamento e/o secrezione vaginale, dolore pelvico, dolore alla schiena e alle gambe, gonfiore alle gambe (edema), tosse cronica e perdita di peso. Può ripresentarsi nella vagina, nel bacino, nei linfonodi, nei polmoni o nel fegato. Se non è stata eseguita la radioterapia in precedenza, le recidive limitate al bacino possono essere trattate con radioterapia esterna, con chemioterapia e radioterapia intracavitaria o interstiziale. Se è già stata eseguita la radioterapia, l'unica opzione è l'asportazione della vagina, dell'utero e della vescica e/o del retto con la creazione di una vescica artificiale, una exenterazione pelvica.
Il tasso di sopravvivenza a cinque anni dopo un'esenterazione pelvica è di circa il 50%. La chemioterapia è utile nelle donne con tumori ricorrenti che non possono essere rimossi chirurgicamente o nelle donne con malattie metastatiche. Le probabilità di sopravvivenza con l'utilizzo della chemioterapia, se il tumore è diagnosticato in fase iniziale, sono superiori al 50%.